# Венева, Венелина
Венели́на Ве́нева-Мате́ева (болг. Венелина Венева-Матеева; род. 13 июня 1974 года, Русе, Болгария) — болгарская прыгунья в высоту, призёрка чемпионатов мира и Европы. Участница 4 летних Олимпийских игр (1996, 2000, 2004 и 2012)
Показывала высокие результаты с юного возраста, прыгнув на 1,93 м в закрытом помещении в 1990 году, что стало мировым рекордом для 15-летних прыгуний. Ей не удавалось улучшить этот результат до 1995 года, когда она взяла планку в 1,94 м. Сезон 1996 года откровенно не удался с 30-м местом на Олимпийских играх и лучшим достижением в сезоне в 1,88 м. Однако уже в 1998 году она берёт высоту 2,03 м, а в 2001 — 2,04 м, что стало девятым местом среди прыжков в высоту у женщин на тот момент.
В январе 2007 года её допинг-проба дала положительный результат на тестостерон, в результате чего Венева была дисквалифицирована на два года.

## Достижения
| Год  | Событие                                         | Результат | Место |
| ---- | ----------------------------------------------- | --------- | ----- |
| 1998 | Чемпионат Европы по лёгкой атлетике             | 1,89 м    | 5     |
| 2000 | Олимпийские игры                                | 1,93 м    | 9     |
| 2001 | Чемпионат мира по лёгкой атлетике в помещении   | 1,96 м    | 3     |
| 2001 | Чемпионат мира по лёгкой атлетике               | 1,97 м    | 4     |
| 2003 | Чемпионат мира по лёгкой атлетике               | 1,98 м    | 4     |
| 2004 | Чемпионат мира по лёгкой атлетике в помещении   | 1,94 м    | 7     |
| 2005 | Чемпионат Европы по лёгкой атлетике в помещении | 1,97 м    | 3     |
| 2005 | Чемпионат мира по лёгкой атлетике               | 1,85 м    | 10    |
| 2006 | Чемпионат Европы по лёгкой атлетике             | 2,03 м    | 2     |
| 2007 | Чемпионат Европы по лёгкой атлетике в помещении | 1,96 м    | 3     |